# 이민방
이민방(중국어 정체자: 李旻芳, 병음: Lî Mínfāng 리민팡[*], Lucy Li Man Fong, 1987년 7월 30일 ~ )은 홍콩의 배우이자 진행자이다.